# LA에 있지
《LA에 있지》는 2022년 9월 21일부터 2022년 10월 19일까지 방송된 리얼 버라이어티 프로그램이다.

## 기획 의도
LA로 떠난 ITZY. 찐친들의 리얼한 우정 여행기 같이 떠나요!

## 방송 시간
| 방송 채널 | 방송 기간                          | 방송 시간               |
| --------- | ---------------------------------- | ----------------------- |
| Mnet      | 2022년 9월 21일 ~ 2022년 10월 19일 | 수요일 저녁 7:00 ~ 8:00 |

## 출연자
- ITZY

## 촬영 장소
- 미국 캘리포니아주 오렌지군 부에나파크: 너츠베리팜
- 미국 캘리포니아주 로스앤젤레스군 샌타모니카: 베니스 비치